# 1955年1月東亞寒潮
1955年1月寒潮是自1954年末至1955年初的一次罕見寒潮，其影響範圍涵蓋了東亞各地區及東南亞地區出現寒流，影響了中國大陸、香港、澳門、臺灣、南韓、北韓、日本，以及東南亞的越南、泰國北邊及老撾出現極端低溫現象。由于冷空气活动频繁、势力强盛，导致1954-55年冬季東亞许多地方的气温长期较常年同期明显偏低，出现奇寒。而其中在1955年1月中旬的一波寒潮特別強烈，更打破多地歷史紀錄。

## 形成原因
从1954年11月下旬起，在欧洲大陆上空的高空高压脊便向北发展，脊前切断出一个巨大的冷性涡旋，此后，北冰洋上东西两部分高气压打通，迫使冷低压向东南方移动，行成横槽，来自极地的强大的冷空气不断在此积聚，冷高压中心的海平面气压一度达到了少见的1068hPa。之后，冷空气分为两部分，一部分向东，影响中国内蒙、东北地区，造成该地区出现15-20℃的强降温；另一部分向东南方向移动，侵入中国黄河以南大部地区，导至长江中下游以南降温10-13℃。南下的冷空气与西南暖湿气流在江淮地区交汇，使这一地区出现了连续几天的鹅毛大雪，积雪深度达30-50厘米，两湖盆地和贵州等地出现了冻雨。
进入1955年1月份以后，亚洲地区上空总的环流形势没有大的改变，乌拉尔山以东的高空高压脊近一步向北、向东发展，东亚大槽近一步加深。青藏高原以东地区上空由偏西南气流转为偏西北气流，与西风带中脊前槽后的偏北气流叠加，引导1月上旬后期入侵東亞的强冷空气大举南下，其势力甚至越过南岭到达南海海面。

## 受影響國家及地段

### 中华人民共和国
此次寒潮侵襲影響整个中國大陸地區，大部分地方出現大面積的降雪。

#### 廣東
广东北部、西部和南部普遍出现结冰和霜冻，全省冬种作物40万公顷失收、减产；平原地区的香蕉和山区的龙眼、橄榄受冻，造成当年水果失收。
极端最低气温梅县-7.3℃、连县-6.9℃、惠阳-1.9℃、汕头0.4℃、中山-1.3℃、阳江-1.4℃，多为当地历史极值。0℃等温线南至信宜、电白一带。由于气温低且持续时间长，故霜、冰冻极重，粤北达10余天，广州冰厚1厘米，南部沿海及海南岛山区都见结冰。1月平均气温北部仅6～8℃，中部约10～12℃，南部约12～15℃。冬季总霜日为最多年份之一。寒潮持续时间长、气温低，给广东省农业生产造成较大损失。全省冬种作物20万公顷失收，20万公顷减产。平原地区的香蕉和山区的龙眼、橄榄受冻，树冠顶死亡，造成当年水果失收。湛江地区约有80%的橡胶幼树被冻死。

##### 海南
海南永定縣在寒潮期間錄得-3℃的極端低溫，海口則錄得低溫2.8℃。
海南岛北部地区胶树受害占10%~30%。广西的甘蔗、马铃薯、瓜、豆等农作物，橡胶、菠萝、荔枝、龙眼等亚热带水果以及桂南橡胶遭受很大损失，其中陆川橡胶损失最大，邕宁、武鸣、横县3县冻死耕牛1840头。海口、儋县、琼海、东方等地出现不同程度的低温阴雨天气，其中儋县自1954年12月31日至1955年1月18日出现的低温阴雨长达19天，1月11-12日出现霜冻。过程最低平均气温5.9～9.8℃，极端最低气温0.4～5.0℃。
此次低温对冬种、春耕影响很大。一些地区春耕无法下种，种下的部分农作物被冻死或冻伤（特别是番薯），生长不良。琼山、澄迈、屯昌、安定等县市冻死耕牛372头，全区7个县冻死耕牛300头，猪887只。冻伤秧苗8891公顷，其中冻死484公顷。各县冻伤番薯4348.7公顷，其中冻死659.8公顷。

#### 上海
上海錄得最低溫度-9.2℃。

#### 浙江
大陳島1月9日上午7點出現飄雪、積雪不深。

#### 江蘇
南京錄得最低溫度-14.0℃。
江苏省麦苗冻死、冻坏4.13万公顷；据27县1市统计，冻死耕牛3927头、猪6289头。

#### 江西
江西省上饶、九江两专区有的油菜被冻坏，南昌县冻死耕牛1600多头。

#### 安徽
合肥錄得最低溫度-20.6℃。
安徽省被雪压倒房屋7000多间，因冻饿而死及宰杀的耕牛达3.7万多头，安庆专区冻死冬作物3万公顷。

#### 湖北
湖北冬播作物冻死、冻伤严重，油菜一般冻死40%~50%，阳新、武穴等一些地区的柑、橙、柚等经济作物遭受毁灭性冻害，；全省因病、冻、饿死亡50人，死亡耕牛11万余头。
漢口的最低溫達到-14.6℃。

#### 湖南
全省油菜减产50%，绿肥损失40%，柑橘次年减产55%；常德、湘潭两专区12县冻死耕牛5758头。除了以上损失外，最为罕见的就是洞庭湖封冻。据资料记载，当年洞庭湖冰冻持续18~20天，南岳高山长达31天，岳阳楼下冰冻1米多。

#### 廣西
1955年1月9-12日，广西发生严重霜冻冰冻天气过程。18个气象站，有15个站极端最低气温低于0℃（-5.8~-1.7℃），这次霜冻过程的极端最低气温：桂林-4.9℃，柳州-3.8℃，柳州沙塘-5.8℃，桂南的龙州-3.0℃，陆川-2.7℃，桂平-3.3℃，南宁、玉林均为-2.1℃，钦州-1.8℃，东兴0.9℃，北海2.2℃。
这次霜冻天气过程对广西的甘蔗、马铃薯、瓜、豆等农作物，对香蕉、菠萝、荔枝、龙眼等热带、南亚热带水果以及桂南橡胶造成很大的损失。各地马铃薯估计减产3成以上，红薯苗枯死，木薯种秆约损失20%，未收的木薯茎秆全部不能做种，地下薯损失1成以上。陆川橡胶受害80%以上，灵山、合浦、东兴等地橡胶树冻死90%~96%。
霜冻时，广西尚有约9000公顷甘蔗未收，糖产量减产40%，约损失蔗糖837.5万千克，折合人民币268亿元（旧币）。另外，损失蔗苗（蔗种）1.73万公顷，折合人民币282亿元（旧币）。桂南为砍的甘蔗全部受害不能做种。贵港市区上年种下2700公顷甘蔗，1954/1955年炸季炸蔗量2526.6万千克，平均糖分11.32%，比上榨季下降了2.5%，少产糖70万千克。甘蔗全部不能留种，当时广西农业厅组织工作组到广东调进蔗种1000万多千克，才勉强保持贵港市区的种植面积。
霜冻使木瓜、菠萝、香蕉等大部分冻死。霜冻后，1955年广西蕉类产量680万千克，比上年减产570万千克，减产45.6%；菠萝总产190万千克，比上年减产52.5%；荔枝总产7220吨，是1952年以来的最低产量，与前一年比较减产29%；龙眼总产量799.5万千克，也是1952年以来的最低产量，与前一年相比减产38%。
各地冻死耕牛亦不少。仅邕宁、武鸣、横县等3县即死1840头。
钦州市城区普遍出现重霜，池塘水面结一层1~2厘米的薄冰，红薯冻死85%，其他作物冻死3333公顷，鱼被冻死的不计其数。
容县1月10~12日有霜，杨河湾水车挂冰条（雨凇）大如拇指，长20~30厘米，积水成冰，河鱼冻死，5厘米径粗的荔枝、龙眼树枝冻死，复生后数年才挂果。
博白县1月11~12日北部浅水结冰，红薯、马铃薯、芭蕉、木瓜、甘蔗等作物大部分冻死，荔枝、龙眼、榄树、番石榴、桃金娘、杜鹃等乔灌木也受到严重危害。

#### 福建
福建省整个冬季甘薯和小麦、油菜等合计绝收达2.67万公顷，甘蔗蔗苗被冻死，冻死耕牛1000头以上。

### 英屬香港
天文台錄得最低氣溫3.1℃。

### 中華民國

#### 臺灣
台北縣烏來鄉三羊洞一帶10日風雪交加。
觀音山11日清晨降下雪花；林口鄉也出現降雪天氣，積雪覆蓋茶樹。
台北市12日上午3點錄得攝氏3.8度低溫，草上溫度為0.5度。
1955年1月18日寒潮過境期間，臺灣北部的蘭陽平原罕見降下白雪。
嘉義錄得最低溫度-4.3℃。

### 東南亞

#### 越南国
河內錄得最低溫度2.7 °C，紀錄至今未被打破。

#### 泰國
泰國北部清萊，出現降雪天氣。曼谷最低溫度跌破10度，下降到9.9℃。